# Daniel Vogel
Daniel Alejandro Vogel Morton (nacido en Ciudad Victoria, Tamaulipas México el 26 de febrero de 1991) Es un futbolista Mexicano que juega como Portero en el Atlético de San Luis del Ascenso MX.

## Trayectoria
Este jugador jugaba de delantero pero debido a su altura decidieron entrenarlo como portero.
Se formó en las fuerzas básicas del Club de Fútbol Tigres de la Universidad Autónoma de Nuevo León durante el Apertura 2009 ingresó al primer equipo como tercer portero tiene actividad en el equipo sub-20, y para tener más minutos es transferido a Correcaminos UAT en donde permanece desde entonces aunque jugando poco pero hizo apariciones dentro de la Copa México.
Actualmente es el portero titular gracias a sus excelentes actuaciones partido tras partido.

## Clubes
| Club                   | País   | Año           |
| ---------------------- | ------ | ------------- |
| Tigres UANL Sub-20     | México | 2009-2010     |
| U. de Tamaulipas       | México | 2011-2013     |
| Correcaminos de la UAT | México | 2013-2017     |
| Atlético San Luis      | México | 2018-Presente |